# Seminari de Lleida
El Seminari de Lleida és un monument del municipi de Lleida protegit com a bé cultural d'interès local. Actualment, és l'edifici del rectorat de la Universitat de Lleida i alberga la facultat de lletres.

## Descripció
És un edifici compacte, de gran superfície, amb quatre patis-claustre, semisoterrani, planta baixa i dues plantes pis. La façana és d'estil clàssic amb eix de simetria central, remarcant la zona noble amb frontispici de tres grans finestrals d'inspiració gòtica, rematats per un arquitrau d'arcuacions i cornises i vidrieres de colors. Disposa de murs de càrrega, pòrtics i voltes als claustres, biguetes metàl·liques amb revoltons i coberta de fusta amb teula àrab.

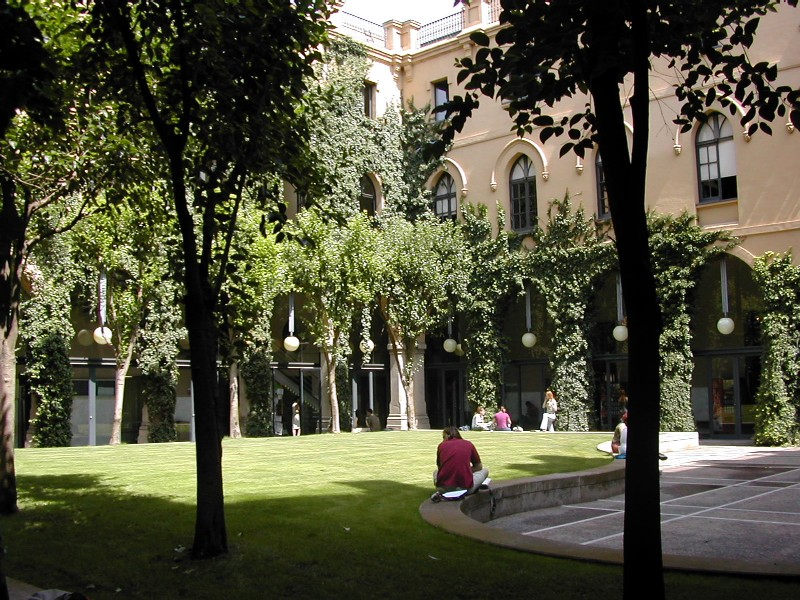
Interior d'un dels claustres de l'edifici.

## Història
El bisbe Pedro Cirilo Uriz Labayru eixampla l'antic seminari, construint noves aules i augmentant la biblioteca. L'any 1984 començaren les obres de reconstrucció i ampliació per tal de convertir-se en seu de l'Estudi General de Lleida.